# Barlassina
Barlassina är en ort och kommun i provinsen Monza e Brianza i regionen Lombardiet i Italien. Kommunen hade 1 719 invånare (2018).